# Idesia polycarpa
Idesia polycarpa – gatunek roślin z monotypowego rodzaju idezja Idesia z rodziny wierzbowatych (Salicaceae). Rośnie w środkowych i wschodnich Chinach, na Tajwanie, Czedżu i w Japonii. Jako gatunek introdukowany występuje w północno-wschodnich Stanach Zjednoczonych i w Nowej Zelandii. Rośnie w lasach liściastych, mieszanych i iglastych oraz w zaroślach, często w dolinach strumieni, w górach sięgając do 3000 m n.p.m. Wymaga głębokich gleb próchnicznych, nie znosi gleb gliniastych. Kwitnienie następuje w kwietniu i maju, a owoce dojrzewają w październiku i listopadzie.
Jest to szybko rosnące drzewo o okazałych liściach, obfitych kwiatostanach i jaskrawo czerwonych, licznych owocach – w łagodnym klimacie umiarkowanym uprawiane jest jako ozdobne (na wschodnim wybrzeżu USA jest wystarczająco mrozoodporne by rosnąć w Nowym Jorku, a w Wielkiej Brytanii uprawiane jest w południowej Anglii). W klimacie chłodnym przemarza do wysokości śniegu, aczkolwiek rośliny uzyskane z nasion z północnej Japonii wskazywane są jako możliwe do upraw amatorskich w zachodniej części Polski.
Nazwa rodzajowa upamiętnia holendra Eberharda Isbranda Idesa (1657–1708), który był podróżnikiem przemierzającym m.in. Chiny.

## Morfologia
PokrójDrzewa osiągające do 20 m wysokości, o szeroko rozpostartych konarach, z pniem pokrytym szarą, nie łuszczącą się korą. Młode pędy nagie lub słabo owłosione.
LiścieZrzucane przed zimą, skrętoległe, u nasady z odpadającymi, drobnymi przylistkami. Ogonek liściowy długi (osiągający zwykle 5–15 cm, czasem więcej), czerwonawy, z parą okazałych miodników w pobliżu nasady blaszki. Blaszka liściowa pojedyncza, jajowato-sercowata, osiągająca od 10 do 20 cm długości, z wierzchu intensywnie zielona, od spodu jaśniejsza do białawej, naga lub od spodu owłosiona, na brzegu gruczołowato piłkowana. Użyłkowanie dłoniaste, z 3–5 głównymi żyłkami rozchodzącymi się od nasady blaszki.
KwiatyJednopłciowe (rośliny dwupienne, aczkolwiek najwyraźniej zdarzają się także okazy z kwiatami obupłciowymi), wyrastające zebrane w wielokwiatowe, okazałe, zwisające wiechy, często zwężone i podobne do gron, osiągające do ok. 20 cm długości. Przysadki odpadające, szypułki stawowate. Pojedynczy okółek okwiatu (opisywany jako działki kielicha) składa się zazwyczaj z 5, rzadziej z 3, 4 lub 6 listków wolnych lub zrastających się u nasady. Kwiaty męskie składają się z licznych pręcików o nitkach owłosionych, wyrastających z mięsistego dysku miodnikowego. Pylnik eliptyczny, pękający podłużnie. Zalążnia w tych kwiatach jest silnie zredukowana. Kwiaty żeńskie zawierają liczne prątniczki, podobne do pręcików, ale drobne i sterylne, zalążnia jest jednokomorowa, górna. Szyjek słupka jest zwykle 5, są one cylindryczne, złączone u nasady, w górze rozpostarte i zakończone półkolistymi, czasem wgłębionymi znamionami. Kwiaty męskie osiągają 1,2–1,6 cm średnicy, a żeńskie ok. 9 mm, mają barwę żółtawozieloną.
OwoceLiczne jagody barwy fioletowoczerwonej do pomarańczowoczerwonej, po zaschnięciu czerniejące. Mają kształt kulisty i średnicę do ok. 1 cm. Zawierają liczne nasiona. Owoce długo utrzymują się na drzewach już po opadnięciu liści.

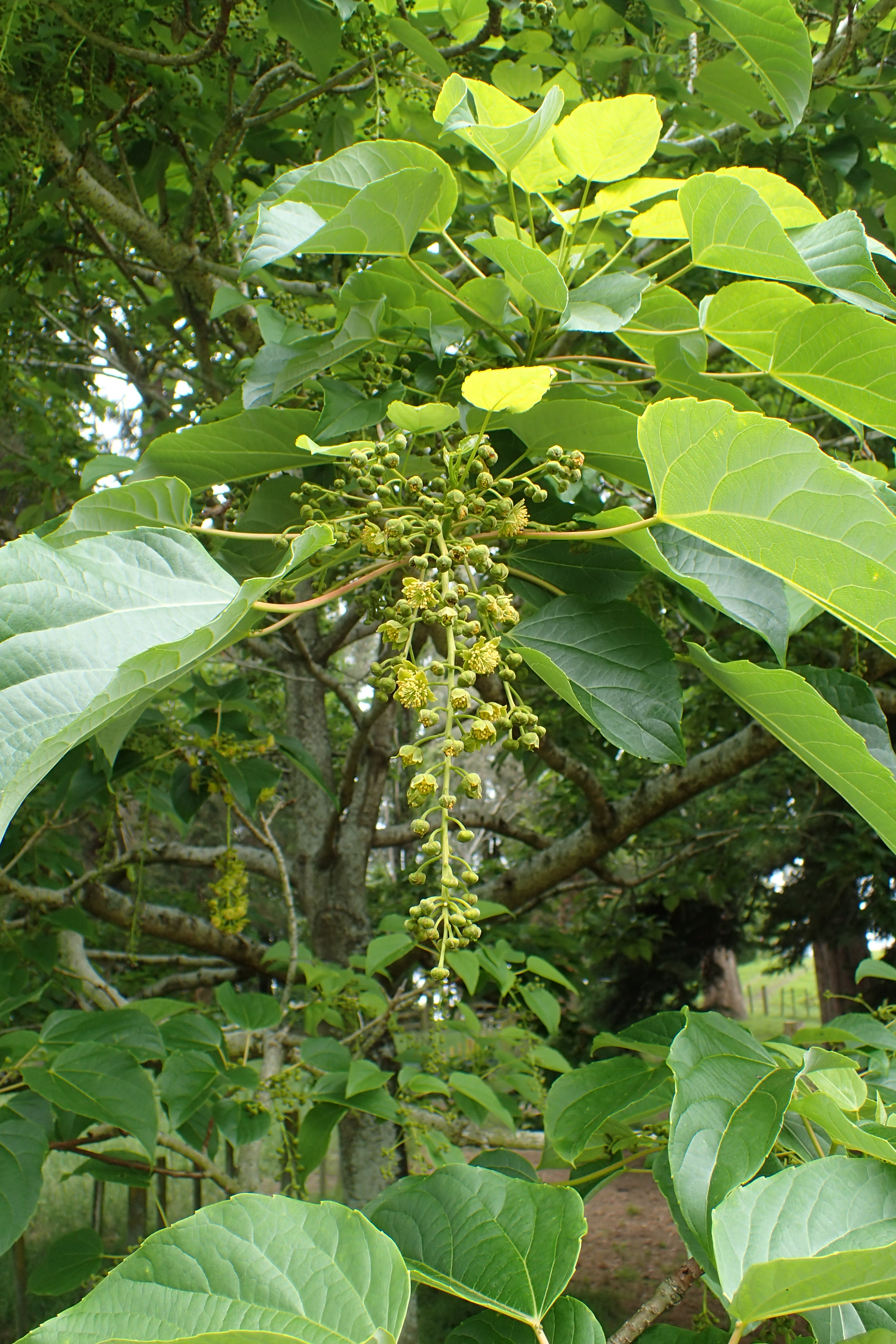
Kwiatostan
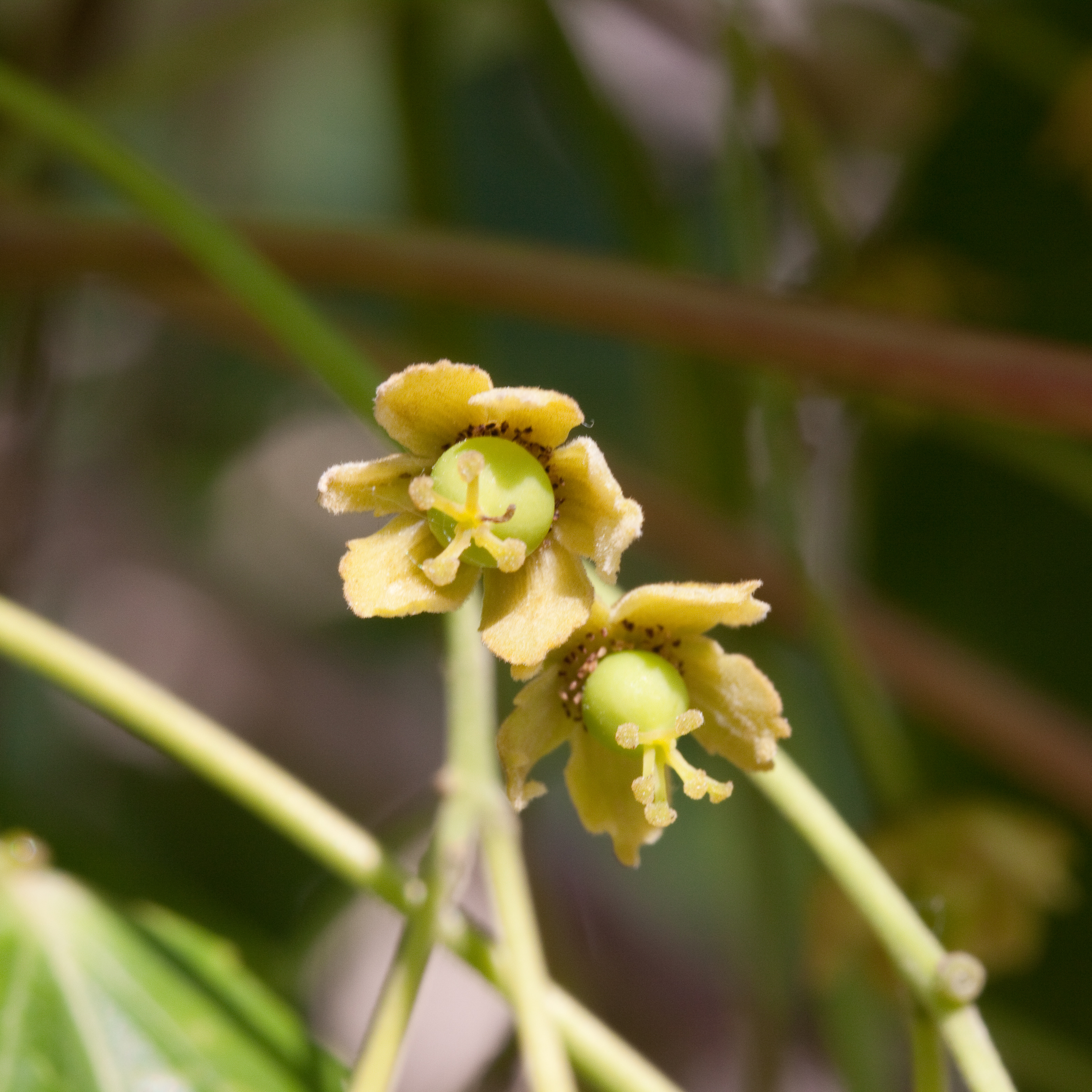
Kwiaty żeńskie
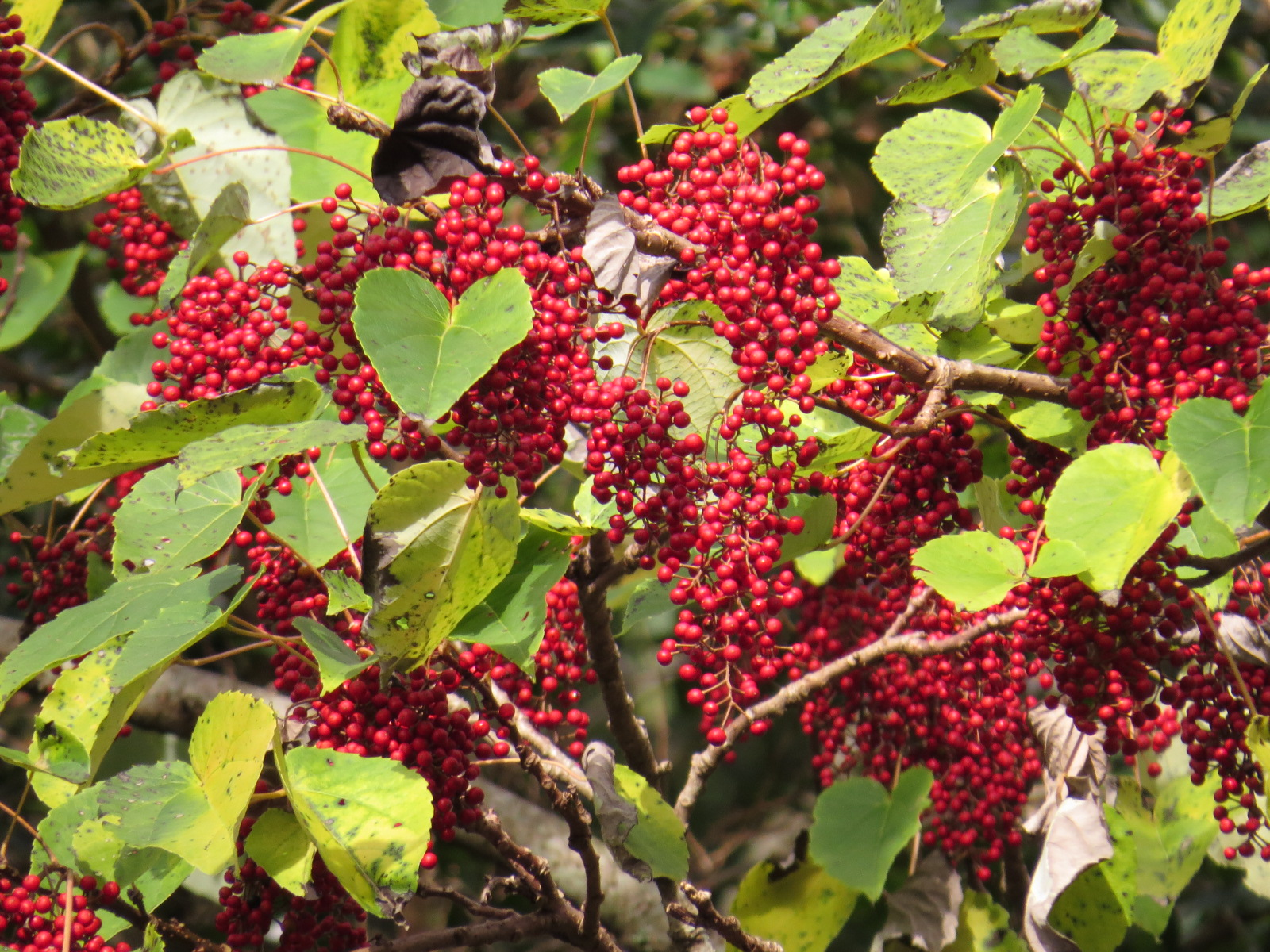
Owoce

## Systematyka
Pozycja systematyczna
Takson z rodziny wierzbowatych (Salicaceae). W dawniejszych systemach klasyfikacyjnych zaliczany był do rodziny strzeligłowowatych (Flacourtiaceae). W obrębie wierzbowatych należy do podrodziny Salicoideae i plemienia Salicoideae. Za najbliżej spokrewnione uznawane są rodzaje Carrierea i Poliothyrsis – bardzo podobne morfologicznie, ale zawiązujące torebki, a nie jagody.
W obrębie gatunku wyróżnia się trzy odmiany:
- var. polycarpa – odmiana typowa z liśćmi od spodu nagimi lub co najwyżej słabo owłosionymi na żyłkach przewodzących,
- var. vestita Diels – liście od spodu owłosione, liście mniejsze – ogonek do 3 cm, blaszka do 7 cm długości,
- var. fujianensis (G. S. Fan) S. S. Lai – liście od spodu owłosione, podobnie duże jak u typu – z ogonkiem ponad 4 cm długości i blaszką ponad 8 cm długości.